# Villa Santina
Villa Santina (Vile en friulano) es una población de 2.226  habitantes en la provincia de Udine, en la región autónoma de Friuli-Venecia Julia.

## Geografía

### Demografía
| Gráfica de evolución demográfica de Villa Santina entre 1861 y 2001 |
|                                                                     |
| Fuente ISTAT - elaboración gráfica de Wikipedia                     |

- Datos: Q53395
- Multimedia: Villa Santina / Q53395

1. ↑  Worldpostalcodes.org, código postal n.º 33029.
2. ↑  «Codici Catastali». Comuni-italiani.it (en italiano). Consultado el 29 de abril de 2017.